# تداخل‌سنج ان-شکاف
تداخل‌سنج اِن-شکاف (به انگلیسی: N-slit interferometer) توسعه‌ای از تداخل‌سنج دوشکاف است که به‌عنوان تداخل‌سنج دوشکافی یانگ نیز شناخته می‌شود. یکی از اولین کاربردهای شناخته شده آرایه‌های اِن-شکاف در اپتیک توسط نیوتن نشان داده شد. در نیمه اول قرن بیستم، مایکلسون موارد مختلفی از پراش اِن-شکافی را توصیف کرد.
فاینمن آزمایش‌های فکری تداخل کوانتومی دوشکافی الکترون‌ها را با استفاده از نماد دیراک توصیف کرد. این رویکرد توسط دوارته و همکارانش درسال ۱۹۸۹ به تداخل‌سنج‌های اِن-شکاف گسترش یافت، با استفاده از روشنایی لیزری با پهنای‌خط‌باریک، یعنی روشنایی توسط فوتون‌های تمیزناپذیر (به انگلیسی: indistinguishable). اولین کاربرد تداخل‌سنج اِن-شکاف تولید و اندازه‌گیری الگوهای تداخل پیچیده بود. این تداخل‌نگارها (به انگلیسی: interferograms) به‌طور دقیق توسط معادله تداخل‌سنجی ان-شکاف برای اعددهایی از شکاف‌ها، زوج (N = ۲، ۴، ۶،...)، یا فرد (N = ۳، ۵، ۷،...)، بازتولید یا پیش‌بینی می‌شوند.

## تداخل‌سنج لیزری ان-شکاف

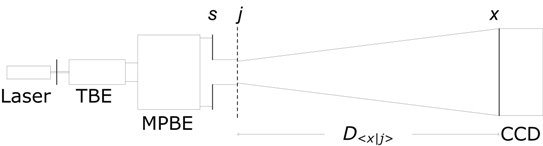
شماتیک‌های نمای بالا تداخل‌سنج ان-شکاف: TBE یک باریکه گستر تلسکوپی است، MPBE یک باریکه گستر پرتو چندمنشوری است. آرایه ان-شکاف در j (با شکاف‌ها عمود بر گسترش باریکه) و صفحه تداخل‌سنجی در x است که آشکارساز دیجیتال در آن قرار دارد. فاصله درون‌تداخل‌سنجی D به اندازه ۵۲۷ متر گزارش شده‌است. نکته: تداخل‌سنج‌های ان-شکاف شامل تداخل‌سنج‌های سه‌شکاف (یا تداخل‌سنج‌های شکاف‌سه‌تایی)، تداخل‌سنج‌های چهارشکاف و غیره می‌باشند

تداخل‌سنج لیزری ان-شکاف، معرفی‌شده توسط دوارته، از باریکه گستر منشوری برای روشن‌کردن یک شبکه انتقال یا آرایه ان-شکاف و یک آرایه آشکارساز فوتوالکتریک (مانند سی‌سی‌دی یا سیماس) در صفحه تداخل برای ثبت سیگنال تداخل‌سنجی استفاده می‌کند. پرتو لیزر گسترش‌یافته که آرایه ان-شکاف را روشن می‌کند تک‌مُدعرضی و با عرض‌خط‌باریک است. این پرتو همچنین می‌تواند از طریق واردکردن یک عدسی کوژ قبل از گسترنده منشوری، شکل یک باریکه بسیار کشیده در صفحه انتشار و بسیار نازک در صفحه متعامد را به خود بگیرد. این استفاده از روشنایی یک‌بُعدی (یا خطی) نیاز به اسکن نقطه‌به‌نقطه در میکروسکوپ و ریزچگالی‌سنج را از بین می‌برد. بنابراین، این ابزار را می‌توان به عنوان تداخل‌سنج ان-شکاف مستقیم یا به عنوان میکروسکوپ تداخل‌سنجی استفاده کرد.
وابستار (به انگلیسی: disclosure) این پیکربندی تداخل‌سنجی استفاده از آشکارسازهای دیجیتال را در تداخل‌سنجی ان-شکاف معرفی کرد.

## کاربردها

### مخابرات نوری امن

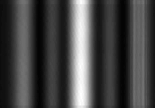
اتداخل‌نگاشت برای N = ۳ شکاف با الگوی پراش که روی بال بیرونی سمت راست قرارگرفته است. این تداخل‌نگاشت خاص با نویسه تداخل‌سنجی "b" مطابقت دارد.

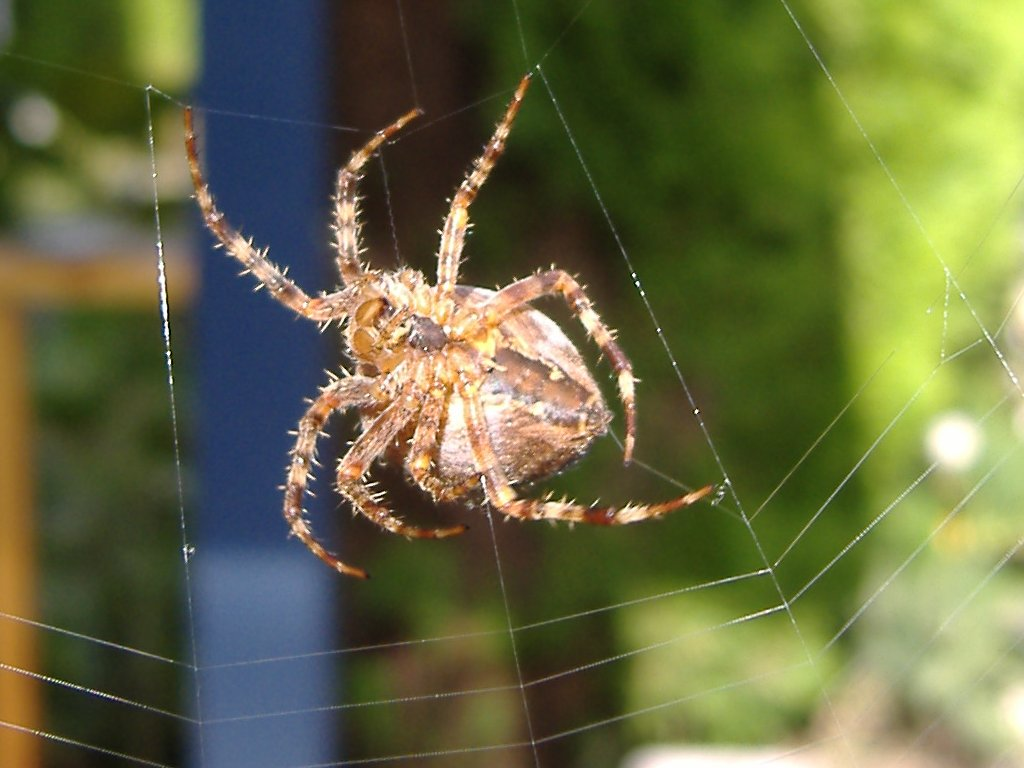
الگوی پراش بر روی تداخل‌نگاشت نشان‌داده‌شده در بالا، مربوط به N = ۳ شکاف، با استفاده از یک فیبر ابریشم عنکبوت با قطر حدود ۲۵ میکرومتر ایجاد شد.

این تداخل‌سنج‌ها، که در ابتدا برای کاربردهای تصویربرداری معرفی شدند، در اندازه‌شناسی (به انگلیسی: metrology) نوری نیز مفید هستند و برای مخابرات نوری امن در فضای آزاد بین فضاپیماها پیشنهاد شده‌اند. این به‌دلیل این واقعیت است که تداخل‌نگاشت‌های ان-شکاف در حال انتشار، به دلیل تلاش‌های گیرش (به انگلیسی: interception) با استفاده از روش‌های نوری ماکروسکوپی مانند باریکه شکافی (به انگلیسی: beam splitting)، دچار رُمبش فاجعه‌بار می‌شوند. پیشرفت‌های تجربی اخیر شامل طول مسیرهای درون‌تداخل‌سنجی (به انگلیسی: intra-interferometric) زمینی ۳۵ متر و ۵۲۷ متر است.

### تلاطم هوای صاف
تداخل‌سنج‌های ان-شکاف، با استفاده از فاصله‌های درون‌تداخل‌سنجی بزرگ، آشکارسازهای تلاطم هوای صاف هستند. اعوجاج‌های ناشی از تلاطم هوای صاف بر سیگنال تداخل‌سنجی، هم از نظر مشخصه و هم از نظر بزرگی، از رُمبش فاجعه‌بار ناشی از تلاش برای گیرش سیگنال‌های نوری با استفاده از عناصر نوری ماکروسکوپی متفاوت است.

### میکروسکوپ تداخل‌سنجی باریکه گستر
کاربرد اصلی تداخل سنج لیزری شکاف N تصویربرداری تداخل‌سنجی بود. به‌طور خاص، پرتو لیزر گسترده یک‌بُعدی (با سطح مقطع ۲۵–۵۰ میلی‌متر عرض و ۱۰–۲۵ میکرومتر ارتفاع) برای روشن کردن سطوح تصویربرداری (مانند فیلم‌های نقره هالید) برای اندازه‌گیری چگالی میکروسکوپی سطح روشن‌شده استفاده‌شد.

### کاربردهایی دیگر
تداخل‌سنج‌های ان-شکاف برای محققانی که در اپتیک اتمی، تصویربرداری فوریه، رایانش نوری، و رایانش کوانتومی کار می‌کنند، مورد توجه هستند.